# Österholmen, Houtskär
Österholmen är en ö i Finland. Den ligger i Skärgårdshavet och i kommunen Pargas i landskapet Egentliga Finland, i den sydvästra delen av landet. Ön ligger omkring 62 kilometer väster om Åbo och omkring 210 kilometer väster om Helsingfors.
Öns area är 69,8 hektar och dess största längd är 1,2 kilometer i sydöst-nordvästlig riktning. Ön höjer sig omkring 30 meter över havsytan.
Österholmen ligger mellan öarna Nåtö och Härklot norra delen av Houtskär. Västerholmen har vuxit ihop med Österholmen och sundet mellan dem, Norrsund, har försvunnit på grund av landhöjningen. Västersundet är smalt sund mellan Nåtö och Österholmen och öarna håller på att växa ihop.